# Charles-André Férey
Pour les articles homonymes, voir Férey.
Charles-André Férey fut exécuteur (bourreau) de 1847 à 1849.

## Biographie
Les historiens du crime, durant près d'un siècle et demi, étaient certains que la démission d'Henri-Clément Sanson au poste d'exécuteur en chef de la ville de Paris avait laissé la place immédiatement à Jean-François Heidenreich. Ce ne fut que grâce aux recherches de Jacques Delarue dans les années 1960-70 qu'on s'aperçut qu'un exécuteur était passé totalement inaperçu : un des descendants des Férey, bourreaux de Normandie.